# Josh Riley

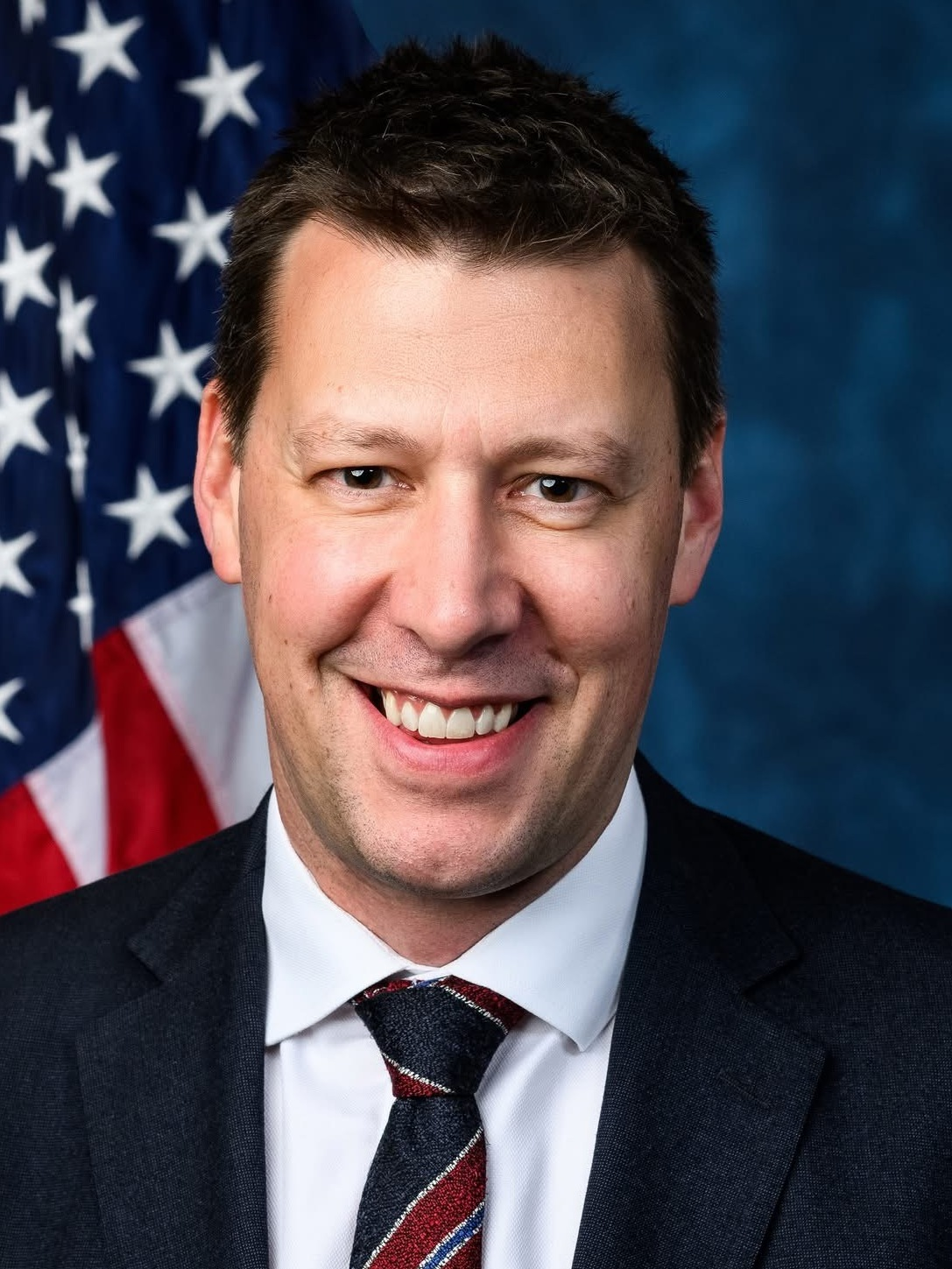
Josh Riley (2025)

Joshua Paul „Josh“ Riley (* 21. Januar 1981 in Endicott, New York) ist ein US-amerikanischer Politiker (Demokratische Partei). 2024 wurde er im 19. Kongresswahlbezirk des Bundesstaates New York in das Repräsentantenhaus als Vertreter während des 119. Kongresses gewählt.

## Leben
Josh Riley wuchs in Endicott auf. Seine Familie neigte zur Republikanischen Partei und lebte seit Generationen in Upstate New York. Laut eigenen Angaben prägte ihn, dass in seiner Kindheit die Fabriken dort geschlossen wurden, während die Börsen boomten. Er habe sich deshalb entschlossen, Rechtswissenschaft zu studieren. Er studierte zunächst bis zum Bachelor am College of William and Mary und erwarb dann an der Harvard Law School den Grad eines Juris Doctor.
Riley wurde Rechtsanwalt und war zeitweise Analyst im US-Arbeitsministerium. Er arbeitete für den Abgeordneten Maurice Hinchey und beriet den Senator Al Franken. Seit 2014 arbeitete Josh Riley in einer Kanzlei in Washington, D.C.
Er lebte mit seiner Frau und zwei Kindern in Ithaca.

## Politik
Bei den Vorwahlen zur Kongresswahl 2022 setzte sich Josh Riley bei den Demokraten gegen Jamie Cheney durch und wurde auch von der Working Families Party ohne Gegenkandidaten aufgestellt. Er trat in der Hauptwahl dann gegen den Republikaner Marc Molinaro an, der selbst erst 2022 in einer außerordentlichen Wahl als Nachfolger von Pat Ryan in das Repräsentantenhaus gewählt worden war. Molinaro besiegte dabei Riley knapp mit 51,1 %.
Bei den Repräsentantenhauswahlen 2024 fielen sowohl bei den Demokraten wie den Republikanern die Vorwahlen mangels Gegenkandidaten im 19. Wahlbezirk aus und es kam erneut zur Wahl zwischen Riley und Molinaro. Riley wurde außerdem wieder von der Working Families Party aufgestellt. Wahlkampfthemen waren das Recht auf einen Schwangerschaftsabbruch, Wirtschafts- und Einwanderungspolitik. Rileys Opponent, der früher als moderater Pragmatiker und Trump-Kritiker aufgetreten war, rückte dabei bei der Einwanderungsfrage nach rechts und spiegelte unter anderem die von Donald Trump und JD Vance aufgestellte Haustierverzehr-Lüge über haitianische Immigranten in Springfield (Ohio) wider.
In der Hauptwahl setzte Riley sich gegen den republikanischen Amtsinhaber Marc Molinaro mit 51,1 %
durch. Seine erste Legislaturperiode in dem Repräsentantenhaus des 119. Kongresses dauert bis zum 3. Januar 2027.